# Агнес (Едеса)
Вижте пояснителната страница за други личности с името Агнес.
Агнес дьо Куртене (на френски: Agnès de Courtenay; * пр. 1149; † ок. 1184) е майка на Балдуин IV крал на Йерусалим и играе важна роля по време на неговото управление.

## Биография
Агнес е дъщеря на Жослен II дьо Куртене († 1159), граф на Едеса, и на Беатрис дьо Саона († 1159). Сестра е на граф Жослен III (1135 – 1200).
През 1147 или 1148 г. Агнес е омъжена за Райналд, господар на Мараш († 1149), който е убит в битката при Инаб на 29 юни 1149 г. След неговата смърт тя се сгодява за Хуго дьо Ибелин († 1169), който през 1157 г. е пленен в битка от муслимите.
През 1157 г. Агнес се омъжва за графа на Яфа и Аскалон Амалрих I († 1174). Срещу брака им обаче се обявява йерусалимският патриарх Фулко и през 1162 г. Амалрих е принуден да го анулира на основание близка роднинска връзка с Агнес, след което е коронован за крал на Йерусалим. Двамата имат две деца:
- Сибила (* 1159, † 1190), 1186 – 1190 кралица на Йерусалим
- Балдуин IV (* 1161, † 1185), 1174 – 1183 крал на Йерусалим

Агнес и Амалрих остават семейни, въпреки анулирането на брака им. Малко след това през 1163 г. Агнес се омъжва за предишния си годеник Хуго дьо Ибелин, който умира през 1169 г. През 1170 г. неин четвърти съпруг става граф Райналд от Сидон († 1202). През 1167 г. Амалрих I се жени повторно за Мария Комнина (1154 – 1217).
По време на управлението на Амалрих Агнес има малко влияние в кралството. Това се променя след възцаряването на сина им Балдуин IV през 1174 г. и особено след отстраняването на регента Раймунд III Триполитански. През 1176 г. Агнес освобождава брат си Жослен III от мюселманското пленичество и го прави сенешал на Йерусалим. През 1179 тя назначава Амалрих дьо Лузинян за конетабъл на кралството на мястото на починалия Хумфрид II от Торон. Тя е в опозиция на Вилхелм Тирски, поради което Хераклий става архиепископ на Кесария и през 1180 г. латински патриарх на Йерусалим, въпреки че Вилхелм е предпочитаният кандидат.
През 1180 г. Агнес подкрепя женитбата на дъщеря си Сибила с Ги дьо Лузинян. През 1183 г. тя помага вероятно да се организира сватбата между Хумфрид IV от Торон и Изабела при условие, че Торон стане кралски домен, който Агнес иска за себе си през 1184 г.
Агнес умира през 1185 г., но точната дата на смъртта ѝ е неизвестна.